# DMSP Block 4A F1
DMSP 4A F1 (ang. Defense Meteorological Satellite Program 4A F1) – amerykański wojskowy satelita meteorologiczny należący do Defense Meteorological Satellite Program. Wyniesiony na orbitę we wrześniu 1966 roku, satelita był pierwszym należącym do czwartej serii amerykańskich wojskowych satelitów meteorologicznych. Początkowo znany był jako DSAP 4A F1 (ang. Defense Satellite Application Program 4A F1).

## Budowa i działanie

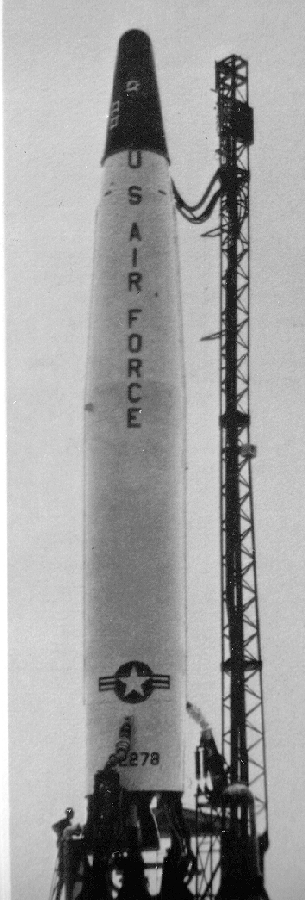
Rakieta Thor-LV2F Burner-2, 16 września 1966 roku, na platformie startowej bazy Vandenberg z satelitą DMSP 4A F1.

Na satelicie zainstalowano dwie nowe kamery widikonowe, nowy rejestrator danych, a także cyfrowy system sterowania wyposażony w pamięć na nośniku magnetycznym, dzięki któremu odczyt zebranych danych mógł być dokonywany natychmiast lub z opóźnieniem. Pojemność rejestratora magnetycznego pozwalała na zapisanie dziennej sytuacji pogodowej na całej półkuli północnej . Satelita był stabilizowany obrotowo. W celu zwiększenia jakości wykonywanych zdjęć obniżono prędkość, z jaką satelita obracał się wokół własnej osi w porównaniu do satelitów wcześniejszej serii. Kamery satelity umożliwiały obserwację pokrywy chmur w zakresie światła widzialnego i podczerwieni .

## Misja
Misja rozpoczęła się 15 września 1966 roku, kiedy rakieta Thor-LV2F Burner-2 wyniosła z kosmodromu Vandenberg na niską orbitę okołoziemską satelitę DMSP 4A F1. Po znalezieniu się na orbicie satelita otrzymał oznaczenie COSPAR 1966-082 .
Satelita pozostaje na orbicie, której parametry to 673 km w perygeum i 845 km w apogeum .